# Willie Taylor (cestista)
Willie Taylor (Nashville, 24 gennaio 1980 – 31 dicembre 2022) è stato un cestista statunitense.

## Carriera
Ha giocato in Serie A con la Scandone Avellino, disputando nove partite.

## Palmarès
- WBA: 1

Rome Gladiators; 2005